# Caska
Caska je naselje u Republici Hrvatskoj, u sastavu Grada Novalje, Ličko-senjska županija. 

## Stanovništvo
Prema popisu stanovništva iz 2001. godine, naselje je imalo 23 stanovnika te 6 obiteljskih kućanstava. Prema popisu iz 2011. naselje je imalo 25 stanovnika.
| broj stanovnika |       |       | 26    |       |       | 48    | 48    |       | 39    | 24    | 20    |       | 10    | 16    | 23    | 25    | 24    |
|                 | 1857. | 1869. | 1880. | 1890. | 1900. | 1910. | 1921. | 1931. | 1948. | 1953. | 1961. | 1971. | 1981. | 1991. | 2001. | 2011. | 2021. |

## Povijest
U moru ispred Caske nalaze se ostaci starog grada Cisse, koji je postojao od antičkog doba, pa do kraja 4. stoljeća. Cissa je potonula zbog potresa, pa su se stanovnici preselili južnije, u današnji grad Pag, na mjesto koje se danas naziva Starim gradom. Područje Caske bilo je u vlasništvu paške plemićke obitelji Palčić koja je i radi posjeda dobila nadimak Caskin, te se krajem 19. stoljeća preselila u Novalju. U rodu su Paškim Palčićima nadimaka Bevandić i Zelenjak.
U Caski je raskošni ljetnikovac imala Calpurnia - poznata i bogata senatorska obitelj iz Rima.
U 15. stoljeću humanist Palladio Fusco u putopisnom djelu naslovljenom Opis obale Ilirika je zapisao: "Da se otok ranije zvao Gisom tvrde domaći ljudi, i pokazuju na njemu ostatke grada koji se do danas naziva Gisom."
Lov na tune na Caski i Zrću potrajao je do 1960. godine.

## Arhitektura
Groblje koje je pripadalo antičkom naselju. Ukupno ima četrdeset i četiri paljevinska groba te jedan skeletni koji se mogu datirati u prva četiri stoljeća po Kristu. Također u Caski se nalazi nekropola čija je osobitost poseban način izrade grobova, kakav za sada nije potvrđen niti na jednom drugom nalazištu.
Na brdu iznad Caske nalaze se ostaci romaničke crkve Sv. Jurja s mnoštvom ranosrednjovjekovnih i ranokršćanskih spolija.
Okrugli kameni toranj za promatranje kretanja tuna, poznat pod imenima Tunera ili Turan, izgradila je obitelj Palčić 1888. godine.  Za razliku od mnogih drvenih konstrukcija duž hrvatske obale, riječ je o jedinom takvom tornju izrađenom od kamena.